# Scindapsus longipes
Scindapsus longipes är en kallaväxtart som beskrevs av Adolf Engler. Scindapsus longipes ingår i släktet Scindapsus och familjen kallaväxter. Inga underarter finns listade.